# Каховский сельсовет
Кахо́вский сельсове́т — упразднённое сельское поселение в Ромненском районе Амурской области.
Административный центр — село Каховка.
Законом от 22 мая 2020 года № 529-ОЗ упразднён в результате преобразования района в муниципальный округ.

## История
29 ноября 2004 года в соответствии Законом Амурской области № 382-ОЗ муниципальное образование наделено статусом сельского поселения.

## Население
| 2002 | 2010 | 2011 | 2012 | 2013 | 2014 | 2015 |
| ---- | ---- | ---- | ---- | ---- | ---- | ---- |
| 566  | ↘521 | ↘518 | ↘514 | ↘503 | ↘493 | →493 |
| 2016 | 2017 | 2018 |      |      |      |      |
| →493 | ↘484 | ↘476 |      |      |      |      |

## Состав сельского поселения
| № | Населённый пункт | Тип населённого пункта       | Население |
| - | ---------------- | ---------------------------- | --------- |
| 1 | Каховка          | село, административный центр | ↘313      |
| 2 | Новолиствянка    | село                         | →0        |
| 3 | Новый Быт        | село                         | ↘144      |
| 4 | Серединное       | село                         | ↗19       |

### Упразднённые населённые пункты
Село Новолиствянка (не позднее 2015 года).